# Beaver (Ohio)
Beaver es una villa ubicada en el condado de Pike en el estado estadounidense de Ohio. En el Censo de 2010 tenía una población de 449 habitantes y una densidad poblacional de 444,51 personas por km².

## Geografía
Beaver se encuentra ubicada en las coordenadas 39°2′6″N 82°49′33″O / 39.03500, -82.82583. Según la Oficina del Censo de los Estados Unidos, Beaver tiene una superficie total de 1.01 km², de la cual 1.01 km² corresponden a tierra firme y (0%) 0 km² es agua.

## Demografía
Según el censo de 2010, había 449 personas residiendo en Beaver. La densidad de población era de 444,51 hab./km². De los 449 habitantes, Beaver estaba compuesto por el 94.65% blancos, el 0% eran afroamericanos, el 0% eran amerindios, el 0% eran asiáticos, el 0% eran isleños del Pacífico, el 0.45% eran de otras razas y el 4.9% pertenecían a dos o más razas. Del total de la población el 2.23% eran hispanos o latinos de cualquier raza.